# SummerSlam (2017)
SummerSlam (2017) – gala wrestlingu, wyprodukowana przez federację WWE dla zawodników brandów Raw i SmackDown. Odbyła się 20 sierpnia 2017 w Barclays Center w Brooklynie w Nowym Jorku. Gala była emitowana na żywo za pośrednictwem WWE Network. Było to trzydzieste wydarzenie z cyklu SummerSlam.

## Produkcja
SummerSlam oferowało walki profesjonalnego wrestlingu z udziałem różnych wrestlerów z istniejących oskryptowanych rywalizacji i storyline’ów, które są kreowane na tygodniówkach Raw, SmackDown Live oraz ekskluzywnej dla dywizji cruiserweight 205 Live. Wrestlerzy są przedstawieni jako heele (negatywni, źli zawodnicy i najczęściej wrogowie publiki) i face’owie (pozytywni, dobrzy i najczęściej ulubieńcy publiki), którzy rywalizują pomiędzy sobą w seriach walk mających budować napięcie. Kulminacją rywalizacji jest walka wrestlerska lub ich seria.

### Rywalizacje
19 czerwca na odcinku Raw Roman Reigns ogłosił się pretendentem do Universal Championship na SummerSlam. Później tej nocy wrócił Braun Strowman i kosztował Reignsa jego walkę z Samoa Joe i wyzwał Reignsa na Ambulance match na Great Balls of Fire. Podczas gali Strowman pokonał Reignsa, ale Reigns zemścił się zamykając Strowmana w karetce i rozbijając ją, poważnie kontuzjując Strowmana, podczas gdy Brock Lesnar pokonał Joego, aby zachować Universal Championship. Następnej nocy na Raw, gdy Generalny menadżer Raw Kurt Angle miał ujawnić swoje plany na walkę o mistrzostwo Lesnara na SummerSlam, Reigns przerwał, chcąc tego meczu. Joe następnie wyszedł, chcąc rewanżu. Reigns i Joe zostali następnie zaplanowani na walkę o miano pretendenta. Podczas walki Strowman wrócił i zaatakował zarówno Reignsa, jak i Joe, co zakończyło się no contestem. Następnie zdecydowano, że Lesnar będzie bronił tytułu przeciwko Strowmanowi, Joemu i Reignsowi w Fatal 4-way matchu na SummerSlam. W następnym tygodniu Heyman ogłosił, że jeśli Lesnar przegra Universal Championship na SummerSlam, to on i Lesnar opuszczą WWE.
Na Battleground, Natalya pokonała Charlotte Flair, Becky Lynch, Lana i Tamina w Fatal 5-way elimination matchu, aby stać się pretendentką do WWE SmackDown Women’s Championship na SummerSlam.
Na gali Great Balls of Fire, Sasha Banks pokonała Alexę Bliss poprzez wyliczenie, dzięki czemu Bliss zachowała tytuł Raw Women’s Championship. W ciągu następnych kilku tygodni Bayley zdobyła przypięcia nad Bliss w meczu Tag Teamowym oraz w Singles matchu bez tytułu. Bayley z kolei uznała, że zasługuje na tytuł, podczas gdy Banks uznała, że zasługuje na rewanż ze względu na działania Bliss na Great Balls of Fire. Walka o miano pretendentki między tą dwójką w następnym tygodniu wygrała Bayley. Bayley następnie doznała kontuzji barku, poniesionej podczas walki z Nią Jax, zmuszając ją do rezygnacji z miejsca pretendentki do tytułu. Na następnym odcinku Raw zaplanowano dwie walki Triple Threat, w których zwyciężczynie zmierzą się ze sobą, aby wyłonić nową pretendentkę do mistrzostwa kobiet Raw. Banks wygrała pierwszy Triple Threat match, pokonując Alicię Fox i Emmę, a Jax wygrała drugi, pokonując Danę Brooke i Mickie James. W następnym tygodniu Banks pokonała Jax i została nową rywalką Bliss na SummerSlam.
Na Battleground, Jinder Mahal pokonał Randy’ego Ortona Punjabi Prison matchu broniąc WWE Championship za pomocą The Singh Brothers i powrotu The Great Khaliego. Na następnym odcinku SmackDown Mahal zażądał nowego przeciwnika na SummerSlam. John Cena wyszedł, pogratulował Mahalowi, a następnie wyzwał go na pojedynek o WWE Championship na SummerSlam. Jednak generalny menadżer SmackDown, Daniel Bryan, powiedział, że Cena musi zasłużyć na swoją szansę i ustalił pojedynek o miano pretendenta między Ceną a Shinsuke Nakamurą. W następnym tygodniu Nakamura pokonał Cenę i został pretendentem do WWE Championship na SummerSlam.
Na pre-show Great Balls of Fire, Neville pokonał Akirę Tozawę i zachował WWE Cruiserweight Championship. 31 lipca na odcinku Raw ustalono walkę o miano pretendenta pomiędzy Tozawą i Ariyą Daivari na 205 Live następnego wieczoru, a zwycięzca zmierzy się z Neville’em o tytuł Cruiserweight Championship na SummerSlam. Na odcinku 205 Live Tozawa pokonał Daivariego i został pretendentem do tytułu. 14 sierpnia na odcinku Raw Tozawa otrzymał swoją walkę wcześnie i pokonał Neville’a, stając się nowym Cruiserweight Championem, a ich pierwotnie zaplanowany pojedynek SummerSlam był rewanżem z Neville’em jako pretendentem. 16 sierpnia WWE potwierdziło, że walka odbędzie się w ramach pre-show SummerSlam.
Na Battleground, Kevin Owens pokonał AJ Stylesa i zdobył swoje trzecie mistrzostwo Stanów Zjednoczonych. Na następnym odcinku SmackDown Styles chciał swój rewanż o mistrzostwo, ale przerwał mu powracający Chris Jericho, który również chciał rewanżu po tym, jak przegrał tytuł na rzecz Owensa w maju. Ponieważ zarówno Styles, jak i Jericho byli zobowiązani umownie do rewanżu, komisarz SmackDown Shane McMahon zdecydował, że obaj dostaną rewanż o tytuł w Triple threat matchu tego wieczoru z Owensem, gdzie Styles przypiął Jericho, aby odzyskać tytuł. Po walce Owens chciał rewanż o mistrzostwo na następny tydzień. Podczas rewanżu w tym odcinku Owens zaatakował sędziego, ale przegrał, mimo że oba ramiona nie znajdowały się na macie. Sfrustrowany Owens skonfrontował się z Shane’em i generalnym menadżerem SmackDown Danielem Bryanem i zażądał rewanżu, ale z kompetentnym sędzią. Bryan ustalił rewanż na SummerSlam i mianował Shane’a sędzią specjalnym.
1 sierpnia na odcinku SmackDown Rusev wystawił SummerSlam „Open Challenge” każdemu wrestlerowi z listy SmackDown. Randy Orton, którego Rusev nigdy nie pokonał, przyjął wyzwanie, po czym zaatakował Ruseva RKO.
Na Battleground, The New Day (Kofi Kingston, Xavier Woods i Big E) pokonali The Usos (Jeya i Jimmy’ego Uso) i wygrali SmackDown Tag Team Championship. Na następnym odcinku SmackDown, gdy The New Day mieli wejść, by uczcić zwycięstwo, zostali zaatakowani przez The Usos. W następnym tygodniu The Usos ogłosili, że odzyskają tytuły od The New Day, a rewanż został ustalony na SummerSlam. Na ostatnim SmackDown przed SummerSlam, generalny menadżer SmackDown Daniel Bryan potwierdził, że The Usos zmierzą się z Big E i Woodsem z Kingstonem w ich narożniku. 16 sierpnia WWE potwierdziło, że walka odbędzie się w ramach pre-show SummerSlam.
Na Great Balls of Fire, Big Cass pokonał Enzo Amore’a. Amore i Cass mieli następnie rewanż na odcinku Raw 24 lipca, który Cass ponownie wygrał. Cass nadal atakował Amore’a po walce, po czym Big Show wyszedł w obronę, ale obrona zakończyła się niepowodzeniem. W następnym tygodniu Cass pokonał Big Showa przez dyskwalifikację po tym, jak Amore zaatakował Cassa podczas walki. Po tym, jak Cass dał big boot Amoremu, Big Show wykonał KO Punch na Cassie. 7 sierpnia Luke Gallows i Karl Anderson pokonali Amore’a i Big Showa po odwróceniu uwagi Cassa i między nimi wybuchła bójka. Później Cass skonfrontował się z generalnym menadżerem Raw, Kurtem Anglem, chcąc walczyć z Big Showem na SummerSlam, ale z Amorem zbanowanym w całym stanie Nowy Jork. Angle zasugerował, aby zawiesić Amore’a nad ringiem w klatce. Cass zgodził się i walka została ustalona na SummerSlam.
17 lipca na odcinku Raw, gdy Finn Bálor szedł na backstage po meczu z Eliasem, Bray Wyatt pojawił się na TitanTron. Powiedział, że cieszył się bólem Bálora i że był jego najgorszym koszmarem. W następnym tygodniu Wyatt kosztował Bálora walkę bez dyskwalifikacji z Eliasem, dając Bálorowi Sister Abigail. Na odcinku z 31 lipca, gdy Wyatt wydał promo na ringu, światła zaczęły migać na czerwono, a następnie zgasły. Kiedy się zapaliły ponownie, Bálor pojawił się na ringu i zaatakował Wyatta. W następnym tygodniu, gdy Bálor wydał promo na temat Wyatta, światła na arenie zgasły, a Wyatt pojawił się na środku ringu. On i Bálor walczyli krótko, zanim światła ponownie zgasły, a Wyatt pojawił się na TitanTron, śmiejąc się z Bálora. Później ogłoszono, że walka pomiędzy Bálorem i Wyattem została ustalona na SummerSlam. W następnym tygodniu, po konfrontacji wcześniej tego wieczoru, generalny menadżer Raw Kurt Angle przeniósł ich walkę SummerSlam na ten wieczór, w którym Wyatt pokonał Bálora. Po walce Wyatt oblał Bálora krwiopodobnym płynem. Rewanż między nimi został zaplanowany na SummerSlam, gdzie Bálor obiecał przywieźć swoją postać The Demon.
25 lipca na odcinku SmackDown Shinsuke Nakamura pokonał Mr. Money w Bank Barona Corbina. Po odcinku SmackDown z 1 sierpnia w WWE Network, Corbin zaatakował Nakamurę od tyłu po walce Nakamury z Johnem Ceną, aby wyłonić pretendenta do WWE Championship Jindera Mahala na SummerSlam, który Nakamura wygrał. Cena przyszedł z pomocą Nakamurze i wykonał Attitude Adjustment na Corbinie przez stół komentatorski. W następnym tygodniu, generalny menadżer SmackDown Daniel Bryan zaplanował walkę pomiędzy Corbinem i Ceną na SummerSlam. Na ostatnim SmackDown przed SummerSlam, Corbin zaatakował Cenę podczas walkę bez tytułu przeciwko Mahalowi, powodując dyskwalifikację. Następnie Corbin wykorzystał swój kontrakt Money in the Bank, ale kiedy walka się rozpoczęła, zaatakował Cenę, pozwalając Mahalowi przypiąć Corbina ruchem roll-up w celu zwycięstwa.
Przez cały lipiec i sierpień 2017 Dean Ambrose i Seth Rollins drażnili się z potencjalnym i częściowym ponownym powstaniem The Shield przez kilka tygodni, kiedy obaj wyciągali pięści po drugiego za charakterystyczne uderzenie The Shield, ale obaj odmawiali co tydzień, głównie z powodu problemów z zaufaniem od zdrady Rollinsa trzy lata wcześniej. 31 lipca na odcinku Raw Rollins skonfrontował się z Cesaro i Sheamusem, a później wygrał walkę z Sheamusem. Po meczu Cesaro i Sheamus zaatakowali Rollinsa, zanim Ambrose wyszedł w celu obrony. Na backstage’u Ambrose powiedział Rollinsowi, że nie pomoże mu, jeśli Rollins znów będzie miał przewagę liczebną. W następnym tygodniu, po tym, jak Rollins przegrał rewanż z Sheamusem i został ponownie zaatakowany po meczu, Ambrose nie pomógł mu. Później tej nocy Ambrose pokonał Cesaro, a następnie został zaatakowany przez Cesaro i Sheamusa, zanim został uratowany przez Rollinsa. Ambrose następnie okazał oznaki zaufania, oferując uderzenie the shield, ale Rollins ostatecznie odmówił. W końcu, 14 sierpnia na odcinku Raw, chociaż Ambrose i Rollins wdali się wcześniej w bójkę, spotkali się, by odeprzeć Cesaro i Sheamusa i obaj odwzajemnili uderzenie pięścią i ponownie się zjednoczyli. Zaraz po tym pojawił się generalny menadżer Raw Kurt Angle i zaplanował walkę pomiędzy Cesaro i Sheamusem oraz Ambrosem i Rollinsem o Raw Tag Team Championship na SummerSlam.

## Wyniki walk
| Nr                                                                   | Wyniki | Stypulacje                                                                                          | Czas  |
| -------------------------------------------------------------------- | --- | --------------------------------------------------------------------------------------------------- | ----- |
| 1P                                                                   | The Miz oraz The Miztourage (Bo Dallas i Curtis Axel) (z Maryse) pokonali The Hardy Boyz (Jeffa Hardy'ego i Matta Hardy'ego) oraz Jasona Jordana | Six-man Tag Team match                                                                              | 11:20 |
| 2P                                                                   | Neville pokonał Akirę Tozawę (c) (z Titusem O'Neilem)                                                                                            | Singles match o WWE Cruiserweight Championship                                                      | 11:45 |
| 3P                                                                   | The Usos (Jey Uso i Jimmy Uso) pokonali The New Day (Big E i Xaviera Woodsa) (c) (z Kofim Kingstonem)                                            | Tag Team match o WWE SmackDown Tag Team Championship                                                | 19:20 |
| 4                                                                    | John Cena pokonał Barona Corbina | Singles match                                                                                       | 10:15 |
| 5                                                                    | Natalya pokonała Naomi (c) poprzez submission | Singles match o WWE SmackDown Women’s Championship                                                  | 11:10 |
| 6                                                                    | Big Cass pokonał Big Showa | Singles match Enzo Amore został zamknięty w klatce i powieszony nad ringiem.                        | 10:30 |
| 7                                                                    | Randy Orton pokonał Ruseva | Singles match                                                                                       | 0:10  |
| 8                                                                    | Sasha Banks pokonała Alexę Bliss (c) poprzez submission                                                                                          | Singles match o WWE Raw Women’s Championship                                                        | 13:10 |
| 9                                                                    | Finn Bálor pokonał Braya Wyatta | Singles match                                                                                       | 10:40 |
| 10                                                                   | Dean Ambrose i Seth Rollins pokonali Cesaro i Sheamusa (c)                                                                                       | Tag Team match o WWE Raw Tag Team Championship                                                      | 18:35 |
| 11                                                                   | AJ Styles (c) pokonał Kevina Owensa | Singles match o WWE United States Championship z sędzią specjalnym Shane’em McMahonem               | 17:20 |
| 12                                                                   | Jinder Mahal (c) (z The Singh Brothers) pokonał Shinsuke Nakamurę                                                                                | Singles match o WWE Championship                                                                    | 11:25 |
| 13                                                                   | Brock Lesnar (c) (z Paulem Heymanem) pokonał Brauna Strowmana, Romana Reignsa i Samoa Joe                                                        | Fatal 4-Way match o WWE Universal Championship Jeśli Lesnar straci tytuł, on i Heyman odejdą z WWE. | 20:45 |
| (c) – mistrz/mistrzyni przed walkąP – walka miała miejsce w pre-show | | |       |